# Prestatie-insigne van de Hitlerjugend

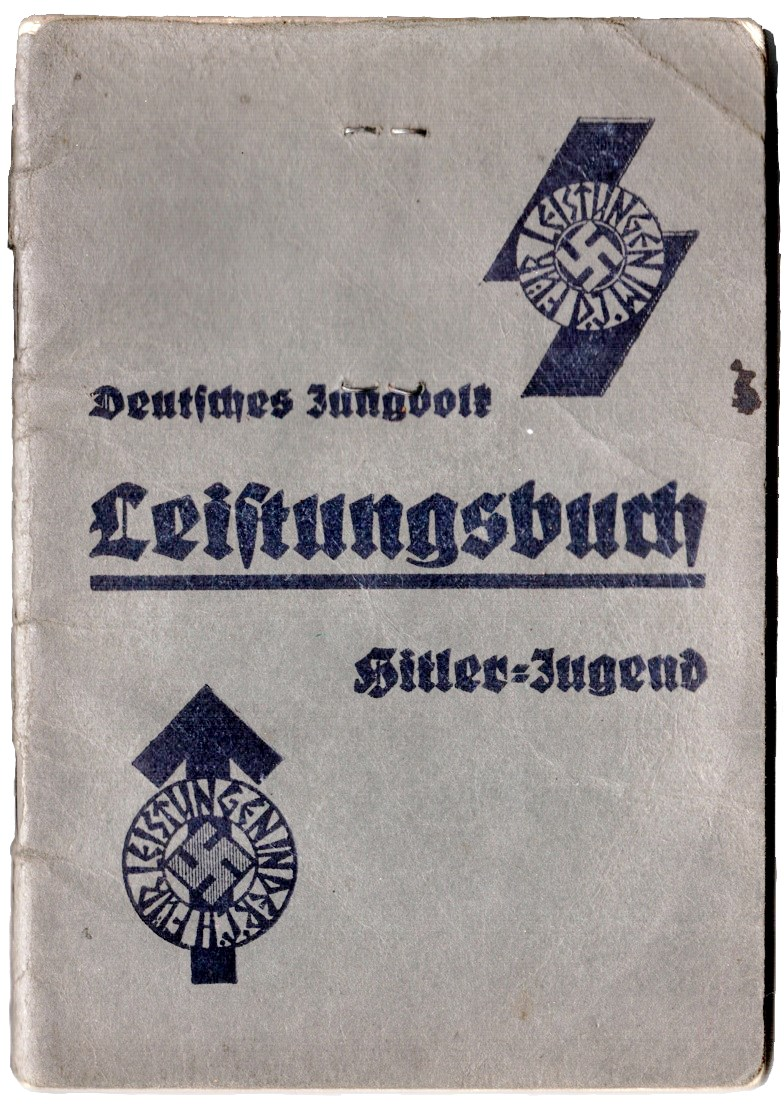
Leistungsbuch met op de omslag het Prestatie-insigne en het Prestatie-insigne van de Duitse Jongeren

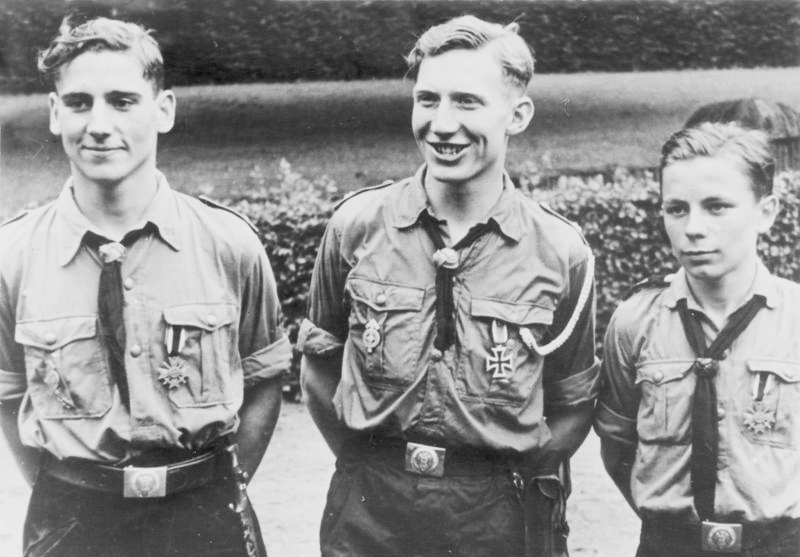
De middelste jongen draagt het Zilveren insigne

Het Prestatie-insigne van de Hitlerjugend (Duits: Hitlerjugend-Leistungsabzeichen) was in juni 1934 door de Reichsjugendführer Baldur von Schirach ingestelde onderscheiding van de Hitlerjugend. Het doel van de onderscheiding was de voorbereiding op de militaire dienst te bevorderen. Het gaat om een sport- of weerbaarheidsinsigne, maar ook het bestuderen van de ideologie van de NSDAP maakte deel uit van de vereiste voorbereiding. 
"Iedere Hitlerjongere en de leden van het kader werden verondersteld hun best te doen om dit Prestatie-insigne van de Hitlerjugend  te behalen. Daarvoor moest men "met bijzondere aandacht acht avonden met ideologische scholing hebben meegemaakt. De jongens moesten ook op het sportterrein en in de natuur hun kunnen en conditie bewijzen. De Marine-Hitlerjugend oefende uiteraard op het water.
Op 14 september 1935 sprak Hitler voor 54.000 Hitlerjongens de woorden "jullie moeten snel als hazewindhonden, taai als leer, hard als Kruppstaal worden. In het leven van de volkeren wordt niets cadeau gedaan, alles moet worden veroverd en bevochten. (....) Jullie moeten leren om hard te zijn, om ontberingen te doorstaan zonder te breken".

## Het insigne
Er waren ijzeren, bronzen en zilveren insignes. Die werden aan knapen van respectievelijk 15, 16 en 17 jaar en ouder uitgereikt. Ondanks Hitlers snoeven waren de eisen niet bijzonder hoog. Iedere Hitlerjongen kon het insigne min of meer gemakkelijk behalen. Het werd op de rechterborst gedragen.
De insignes werden in werkelijkheid van allerlei materiaal vervaardigd. Ze waren dan ook goedkoop. Men vindt verzilverd koper, maar ook bronskleurig metaal, zink (oorlogsmetaal), aluminium en blik.
De vereiste lichamelijke oefeningen waren 
- gymnastiek,
- veldsport waaronder schieten met handvuurwapens
- marcheren en militaire vaardigheden zoals kaartlezen, rapporteren en camoufleren.

De naar boven gerichte pijl kan als een rune worden gelezen. Dan is het Teiwaz, de rune van de Germaanse oorlogsgod Týr. Deze Tyr was de god die zijn arm opofferde om de andere goden te redden. De rune wordt geïnterpreteerd als het teken om een offer te doen, waar je op de lange termijn van kunt profiteren en staat voor heldendom of overwinning en verantwoordelijkheid.
Op de ring staat - FÜR – LEISTUNGEN – IN – DER – H. J. -. De keerzijde draagt een serienummer. Dat nummer ontbreekt bij de zelfgekochte "reserve"insignes.

## Ceremonie
Na het succesvol afronden van de tests, werd het Prestatie-insigne van de Hitlerjugend door een nazi-leider, de "Reichssportführer" uitgereikt. Tussen 1934 en 1937 werden in totaal aan 55.277 jongens een Prestatie-insigne van de Hitlerjugend toegekend. De in militaire dienst getreden jonge mannen mochten het insigne niet op het uniform van de Wehrmacht dragen.

## Vergelijkbare onderscheidingen van Hitlerjugend, SA en Bond van Duitse Meisjes
- Prestatie-insigne van de Hitlerjugend (Duits: Hitlerjugend-Leistungsabzeichen) 1934 - 1944
- Prestatie-insigne van de Duitse Jongeren (Duits: Leistungsabzeichen des Deutschen Jungvolks) 1935 - 1944
- Prestatie-insigne van de Bond van Duitse Meisjes (Duits: BDM-Leistungsabzeichen) 1935 - 1944
- Prestatie-insigne van de Jonge Meisjes (Duits: Jungmädel-Leistungsabzeichen) 1935 - 1944
- Sportinsigne van de Führer (Hitlerjugend) (Duits: Führer-Sportabzeichen der Hitlerjugend)
- Ere- en Kampioensspelden (Hitlerjugend) (Duits: Siegernadel der Reichsjugendführung)

De SA kende een Sportinsigne van de SA

## Het Prestatie-insigne van de Hitlerjugend na de Tweede Wereldoorlog
Het insigne is met een hakenkruis versierd. In Duitsland is het verzamelen, tentoonstellen en verhandelen van dergelijke onderscheidingen aan strenge wettelijke regels onderworpen.
De vier geallieerde machten hebben na de bezetting van Duitsland het dragen van alle Duitse orden en onderscheidingen, dus ook die uit het Duitse Keizerrijk van vóór 1918, verboden. Dat verbod is in de DDR altijd van kracht gebleven. Op 26 juli 1957 vaardigde de Bondsrepubliek Duitsland een wet uit waarin het dragen van onderscheidingen met daarop hakenkruizen of de runen van de SS werd verboden. Het dragen van dit insigne werd net als het dragen van de Orde van Verdienste van de Duitse Adelaar en het Ereteken voor de 9e November 1923, de zogenaamde "Blutorden", streng verboden.
Ook het verzamelen, tentoonstellen en afbeelden van de onderscheidingen van de nazi's werd aan strenge regels gebonden. Een aantal onderscheidingen werd ontdaan van de hakenkruizen en soms van hakenkruis en adelaar. In deze gedenazificeerde uitvoering mochten sommige onderscheidingen worden gedragen. Het dragen van de onderscheidingen van de Hitlerjugend is verboden.